# Estevesia alex-bragae

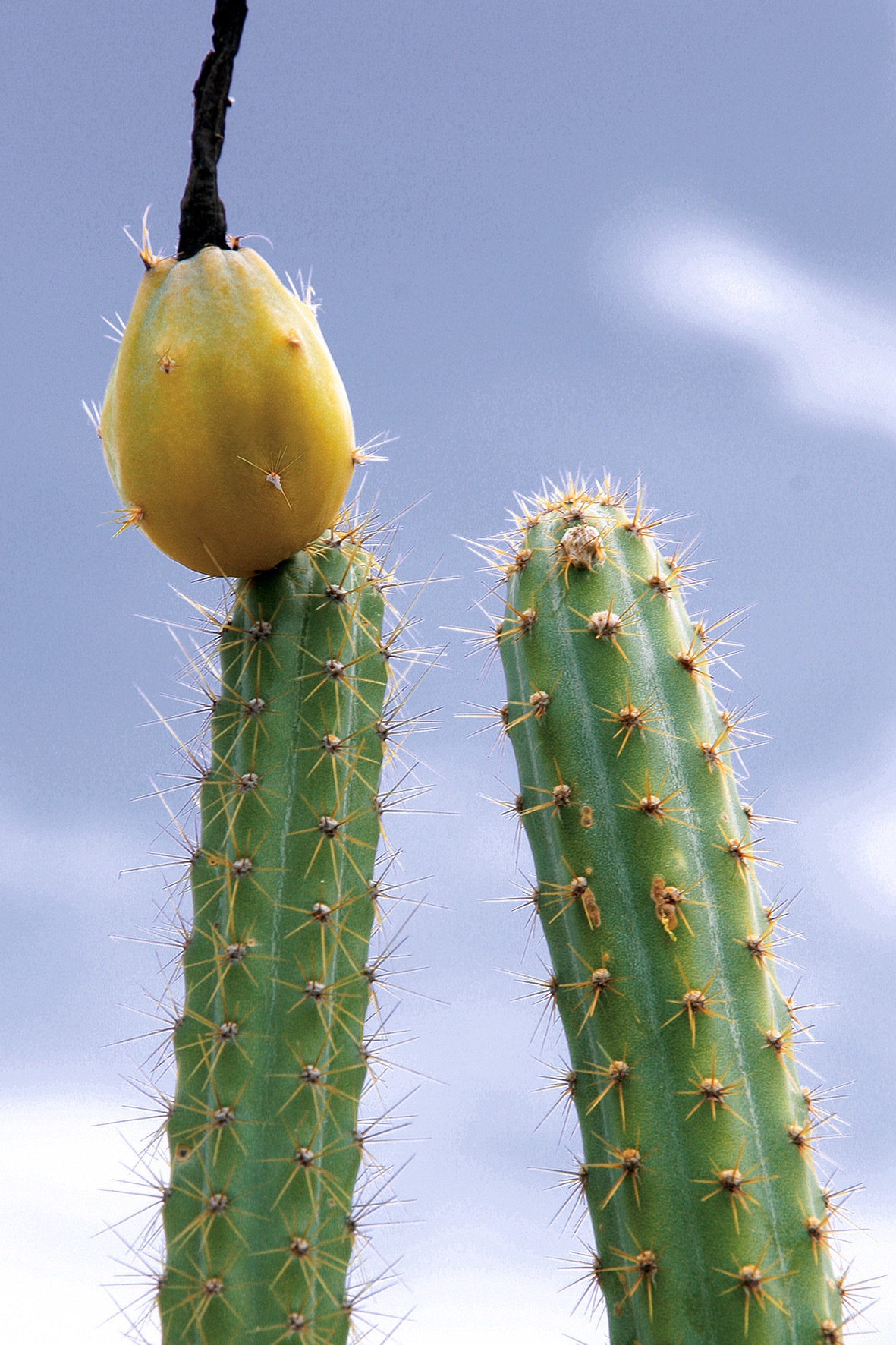
Estevesia alex-bragae, Holotypaufsammlung mit Früchten

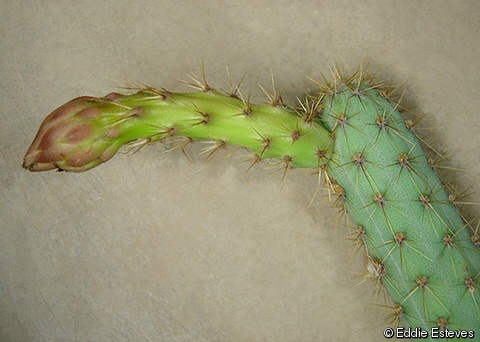
Estevesia alex-bragae mit bedornter Blütenknospe

Estevesia alex-bragae ist die einzige Pflanzenart der monotypischen Gattung Estevesia in der Familie der Kakteengewächse (Cactaceae). Der botanische Name der Gattung ehrt den brasilianischen Kakteenforscher Eddie Esteves Pereira (* 1939).

## Beschreibung
Estevesia alex-bragae wächst schwach verzweigt strauchig, aufrecht, von der Basis her schwach verzweigt. Die blaugrünen Triebe sind bis 3 cm dick und kaum höher als 50 cm. Die schmalzylindrischen Triebe haben 7–10 stumpfe Rippen. Die Areolen sind wollig und besitzen bis zu 40, feinnadelartige, gelbliche Dornen.
Die  Blüten öffnen sich für nur eine Nacht. Sie werden eher im oberen Triebabschnitt ausgebildet. Sie werden bis 17 Zentimeter lang und sind schlank trichterförmig. Das  Perikarpell und die Blütenröhre sind grünlich und  mit Areolen und Dornen besetzt. Die Blütenhüllblätter sind weit ausgebreitet, weiß.
Die  Beerenfrüchte sind gelb, eiförmig bis länglich und bedornt. Das Fruchtfleisch ist saftig. Der Blütenrest bleibt haften. Die großen gehöckerten Samen sind schwarz.

## Verbreitung und Systematik
Estevesia alex-bragae ist in Zentral-Brasilien, im Osten des Bundesstaates Goiás verbreitet. Die Art siedelt am Rande von Felsen im Campo Cerrado, auf sandigen Böden in Höhenlagen von 790 Meter. Das Vorkommensgebiet unterliegt einem starken Vernichtungsdruck durch heranrückende Sojaplantagen. Insofern steht die Art und Gattung möglicherweise kurz vor der Ausrottung.
Die Erstbeschreibung als monotypische Gattung erfolgte 2009 durch Pierre Josef Braun. Die verwandtschaftliche Einordnung der Gattung Estevesia ist noch sehr unklar. Es gibt eine Nähe zu Cereus, ggf. aber auch Harrisia.
Die Typusart der Gattung ist Estevesia alex-bragae.